# Kretzoiarctos beatrix
Kretzoiarctos beatrix ist eine ausgestorbene Art der Bären (Ursidae), die während des mittleren Miozäns auf der Iberischen Halbinsel und in Mitteleuropa lebte. Der einzige Angehörige der Gattung Kretzoiarctos war ein vergleichsweise kleiner Bär, der seinen Lebensraum in der Umgebung flacher Seen fand und sich wohl zu einem großen Teil von pflanzlicher Nahrung ernährte. Sein Auftauchen im Fossilbericht fällt mit einer Phase erhöhter Feuchtigkeit in Südwesteuropa zusammen.
Nachdem man die fossilen Überreste der Tiere lange Zeit anderen Arten und Gattungen zuschrieb, wurden sie 2011 in eine eigene Art und ein Jahr später in eine eigene Gattung gestellt. Phylogenetische Studien wiesen Kretzoiarctos als einen Vertreter der Unterfamilie Ailuropodinae aus, deren einziger heutige Vertreter der Große Panda ist. Seine Überreste stellen den frühesten Fund dieser Gruppe dar und legen einen europäischen Ursprung der Verwandtschaftslinie nahe.

## Merkmale

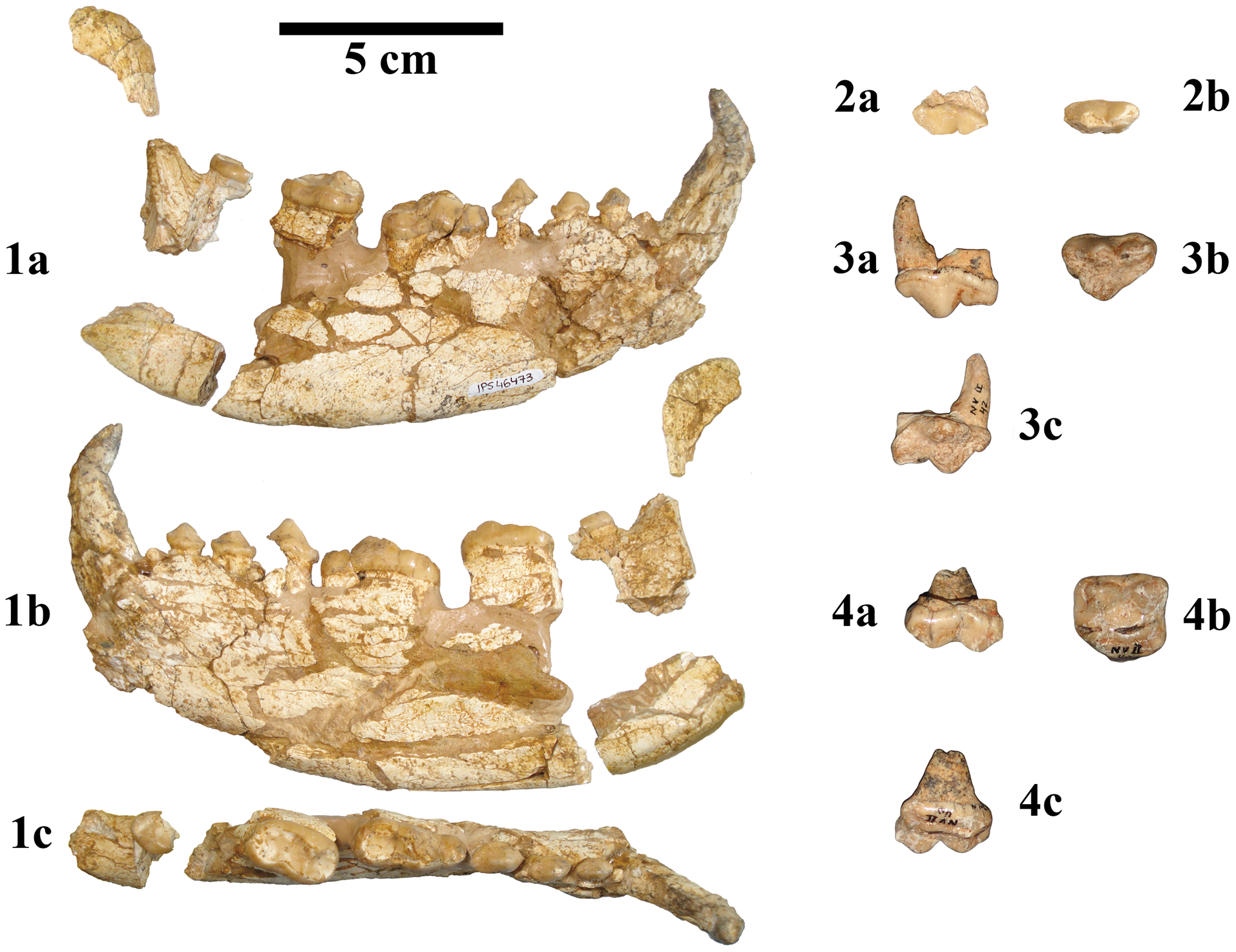
Rechter Unterkiefer (links) sowie oberer Prämolar und Molar von Kretzoiarctos beatrix

Im Vergleich mit rezenten Bären war Kretzoiarctos beatrix eher klein, er erreichte nicht ganz die Größe eines Lippenbären (Melursus ursinus). Aufgrund der Fundlage lassen sich nur über Schädel und Zähne der Tiere sichere Aussagen treffen. Der Unterkiefer war kurz und robust gebaut. Die Bezahnung der Tiere zeichnete sich durch lange untere Prämolare aus, die einen hohen, dünenförmigen Mittelhöcker und je einen rudimentären Vorder- und Hinterhöcker aufwiesen; sie wurden nicht durch ein Diastema getrennt. Der untere Molar m1 war tiefkronig, besaß etwa gleich hohe Meta- und Protoconide, ein langes und flaches talonides Becken, aber keine Höcker im paraconid-hypoconiden Tal. Der Molar m2 war lang und wies breite, flache talonide und trigonide Becken auf. Die Eckzähne des Unterkiefers waren tiefkronig und rückwärts gekrümmt. Der annähernd dreieckige Prämolar P4 zeichnete sich durch einen gerundeten Protocon aus, der sich deutlich vom Parastil absetzte. Der Molar M4 war im Umriss etwa viereckig und mit einem pyramidenförmigen Paracon versehen, der den etwa gleich großen Metacon knapp überragte. Der Parastil hob sich deutlich ab, war aber klein, der Metastil dagegen sehr groß.

## Fundort, Fossilmaterial und Stratigraphie
Die ersten Funde von Kretzoiarctos stammen aus dem Calatayud-Daroca-Becken, einer Sedimentformation im Südwesten Aragóns. Es handelt sich um einen Prämolar und einen Molar aus dem Oberkiefer, die Ende der 1990er Jahre in der Lagerstätte Nombrevilla 2 nahe Saragossa gefunden wurden. 2011 konnte aus dem katalanischen Vallès-Penedès-Becken bei Els Hostalets de Pierola der rechte Teil eines Unterkiefers geborgen werden, der eine vollständige Bezahnung von Eckzahn bis Backenzähnen aufwies. Seine Fundschicht, die Abocador-de-Can-Mata-Schichtfolge, liegt im Vallès-Penedès-Becken und hat mit 11,8–11,2 mya ein ähnliches Alter wie Nombrevilla 2. Sie stammen aus dem späten Aragonium, einer regionalen Stufe des Miozäns. Sie entspricht im ELMMZ Neogen der MN-8-Zone.

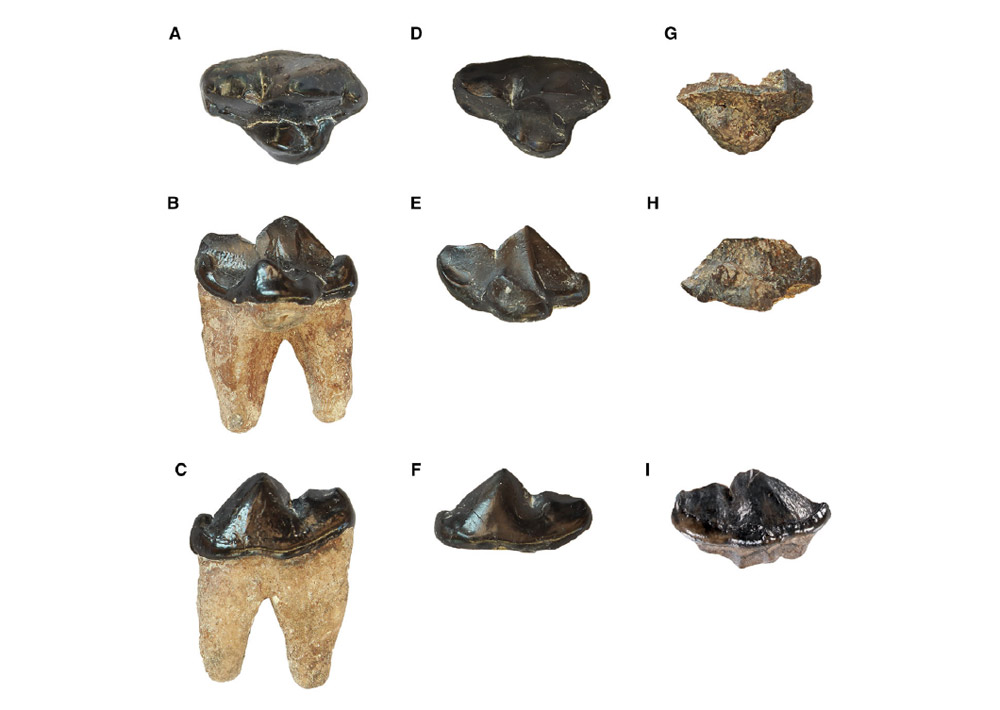
Zähne aus der Grube Hammerschmiede

2024 entdeckten Forscher in Hammerschmiede im Ostallgäu erstmals fossile Spuren des Bärens in Mitteleuropa. Die gefundenen Zähne werden auf ein Alter von 11,5 Millionen Jahre geschätzt.

## Ökologie
An der Dentition von Kretzoiarctos beatrix lässt sich eine Verschiebung der omnivoren Nahrung der frühen Bären hin zu mehr pflanzlicher Nahrung feststellen. Die Art war zwar weiterhin ein Allesfresser, fraß aber wohl mehr Pflanzenmaterial als die Ursavus-Bären oder die meisten Arten der Gattung Ursus. Die Fundstätten von Kretzoiarctos waren zu dessen Lebzeiten flache, weiträumige Seenplatten. Die Tiere teilten sich ihr Habitat mit Arten wie den Schweinen Listriodon splendens, Albanohyus steinheimensis und Paracleuastochoerus castellensis oder den Mäusen Hispanomys aguirrei und H. lavocati. Die Art tritt zeitgleich mit einem Umschwung auf der Iberischen Halbinsel hin zu einem humideren Klima auf.

## Systematik und Taxonomie
Mangels Materials konnten die Fossilien von Kretzoiarctos beatrix zunächst nur eingeschränkt mit anderen Bären verglichen und in Beziehung gesetzt werden. Die ursprüngliche Gestalt der oberen Molare und Prämolare veranlasste eine Gruppe vom Paläontologen um Susana Fraile 1997 dazu, die Zähne dem frühen Bären Ursavus depereti zuzuordnen. Sechs Jahre später kam eine Studie unter Führung von María Ángeles Álvarez Sierra zu dem Schluss, dass es sich vielmehr um die ältere Art Ursavus primaevus handle. Eine genauere Untersuchung des Zahnmaterials und ein Vergleich mit ausgestorbenen Bären aus dem Verwandtschaftskreis des Großen Pandas durch Juan Abella, Plinio Montoya und Jorge Morales übertrug sie schließlich in die Gattung Agriarctos und beschrieb sie als Agriarctos beatrix. Das Artepitheton ehrt die Paläontologin Beatriz Azanza für ihre Forschungsarbeit zur Paläontologie Aragóns.
Mit dem Fund des Unterkieferfragmentes in Katalonien ergab sich die Möglichkeit, die Art anhand von Zahnmerkmalen auch phylogenetisch einzuordnen. Die Analyse, die Abella und Kollegen 2012 durchführten, ergab, dass der Bär zwar tatsächlich ein naher Verwandter von Agriarctos war, aber in vielen Merkmalen Unterschiede aufwies. Weil er zudem früher auftrat als Agriarctos, stellten die Forscher sie in eine eigene Gattung. Der Name Kretzoiarctos setzt sich aus dem altgriechischen „arktos“ für den Großen Bären und dem Nachnamen Miklós Kretzois zusammen. Kretzoiarctos bildet die Schwesterklade zu Agriarctos und steht zusammen mit dieser Gattung Ailurarctos gegenüber. Der basalste Zweig dieser Gruppe ist die Gattung Ailuropoda, der auch der Panda angehört. Kretzoiarctos ist der früheste bekannte Vertreter der Unterfamilie Ailuropodinae, was vor allem mit Blick auf deren Verbreitung bemerkenswert ist. Sowohl der Panda als auch die meisten ausgestorbenen Arten kommen im östlichen Asien vor. Dass ein stark abgeleiteter Vertreter der Gruppe in Europa vorkam, bevor die späteren Arten entstanden waren, lässt den Schluss zu, dass sich die stark herbivoren Pandaverwandten in Europa statt in Ostasien aus einem Ursavus-Vorläufer herausgebildet haben.